# Kamwenge (district)
Kamwenge is een district in het westen van Oeganda. Administratief centrum is de stad Kamwenge. Kamwenge telde in 2014 270.668 inwoners en in 2020 naar schatting 335.200 inwoners op een oppervlakte van 1693 km². Meer dan 84% van de bevolking woont op het platteland.
Het district werd opgericht in 2000. Voordien was het een county (Kibale) binnen het koninkrijk Toro. In 2019 werd het district Kitagwenda afgesplitst. Het district is opgedeeld in vijf town councils en acht sub-counties.

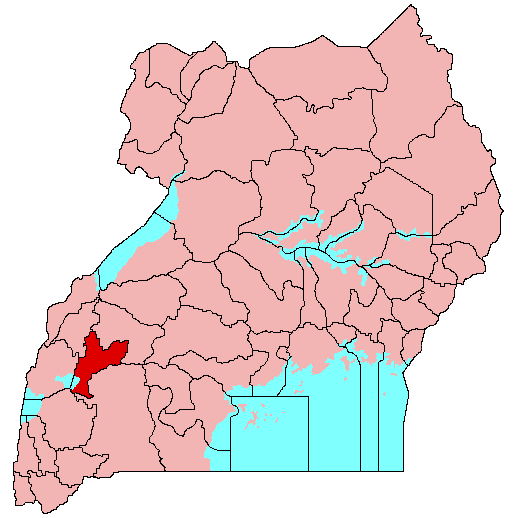
Het district voor het in 2019 werd opgesplitst